# Scheidplatz
Scheidplatz - stacja metra w Monachium, na linii U2 i U3. Stacja została otwarta 8 maja 1972.